# Verbandsgemeinde Rengsdorf-Waldbreitbach
La comunità amministrativa Rengsdorf-Waldbreitbach (Verbandsgemeinde Rengsdorf-Waldbreitbach) si trova nel circondario di Neuwied nella Renania-Palatinato, in Germania.
La comunità amministrativa è stata costituita il 1º gennaio del 2018 dall'unione delle comunità amministrative di Rengsdorf e Waldbreitbach e comprende 20 comuni.

## Comuni
Fanno parte della comunità amministrativa i seguenti comuni:
| Comune, città              | Sup. (km²) | Abitanti |
| -------------------------- | ---------- | -------- |
| Anhausen                   | 9,53       | 1 379    |
| Bonefeld                   | 5,20       | 948      |
| Breitscheid                | 12,22      | 2 207    |
| Datzeroth                  | 8,00       | 278      |
| Ehlscheid                  | 6,27       | 1 521    |
| Hardert                    | 3,44       | 853      |
| Hausen                     | 7,72       | 1 857    |
| Hümmerich                  | 4,27       | 777      |
| Kurtscheid                 | 5,10       | 976      |
| Meinborn                   | 4,39       | 528      |
| Melsbach                   | 2,80       | 2 021    |
| Niederbreitbach            | 8,53       | 1 569    |
| Oberhonnefeld-Gierend      | 3,97       | 1 049    |
| Oberraden                  | 4,33       | 671      |
| Rengsdorf                  | 6,91       | 2 816    |
| Roßbach                    | 6,40       | 1 469    |
| Rüscheid                   | 4,90       | 832      |
| Straßenhaus                | 10,17      | 1 954    |
| Thalhausen                 | 3,65       | 777      |
| Waldbreitbach              | 6,39       | 1 889    |
| VG Rengsdorf-Waldbreitbach | 124,19     | 26 371   |

(Abitanti al 31 dicembre 2021)